# 阿勒山异物

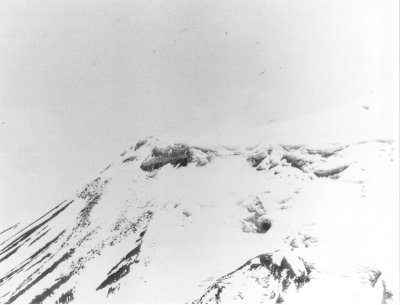
美国国防部1949年拍摄的阿勒山异物照片。

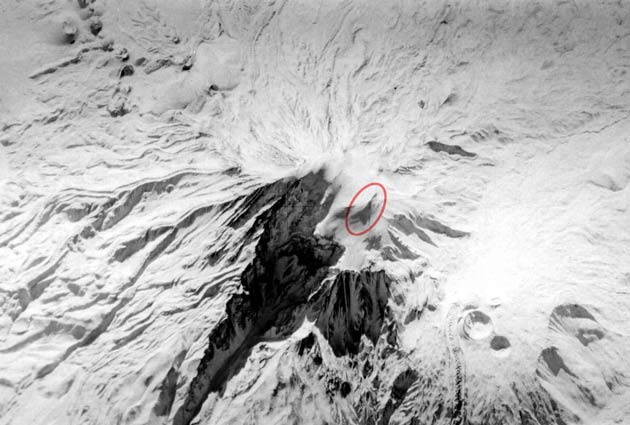
1973年，美国“锁眼-9”间谍卫星拍摄的阿勒山照片，红圈处即为阿勒山异物。

阿勒山异物位于土耳其阿勒山常年积雪的山顶。很多基督教信徒认为它是诺亚方舟的遗址。

## 综述
阿勒山异物位于阿勒山西部高原西北角，大约坐标北纬39度42分10秒、东经44度16分30秒。1949年由美国空军侦察机首次拍摄，阿勒山位于当时土耳其与苏联边境，因而拥有较高的军事价值，该照片也被评级为“秘密”密级。之后的1956年、1973年、1976年、1990年、1992年，该区域又通过飞机和卫星进行过航拍。
1995年，里士满大学教授、美国战略与国际研究中心学者、卫星侦察及外交专家Porcher Taylor，根据《美国信息自由法》通过依申请公开的形式获得了1949年拍摄的6张相关照片。
美国《洞察》杂志（英文原名：Insight Magazine）曾与地球之眼卫星公司合作展开相关学术研究，使用地球之眼卫星公司所属的IKONOS卫星。IKONOS卫星分别于2000年8月5日、2000年9月13日拍摄到了阿勒山异物。地球之眼卫星公司据此为阿勒山异物制作了一个電腦影片。2003年晚些时候，IKONOS卫星又为同样的研究项目拍摄了一幅有争议的“鸟瞰图”，并于2006年公开发布。
阿勒山地区的由民用航天器拍摄相关图像还包括：法国SPOT卫星于1989年9月、美国陆地卫星于1970年代、美国国家航空航天局所属的航天飞机于1994年等拍摄的影像。军用航天器拍摄相关图像包括：1973年美国中央情报局的“锁眼-9”卫星、美国中央情报局的“锁眼-11”卫星1976年和1990-1992年间拍摄的影像。
美国国防情报局认为，这一异常现象表明，“最近堆积的冰雪下面的冰川表面呈线性。”

## 延伸阅读
- 阿勒山
- 诺亚方舟

## 外部連結
- Claim CH502.1: A 1949 USAF aerial photograph of the Western Plateau of Mount Ararat shows an elongated box-like object which could be Noah's ark （页面存档备份，存于）
- Satellite closes in on Noah's Ark mystery（中文译名：《卫星图像让人们揭开诺亚方舟之谜变得更近》） （页面存档备份，存于）, 美国有线电视新闻网（CNN）
- Researcher Claims Noah's Ark Find a Big Hoax（中文译名：《有学者认为“发现诺亚方舟”就是一个骗局》），基督教广播网（存档于：《互联网档案馆》）